# André Alen
Pour les articles homonymes, voir Alen.
André, Alfons, Benediktus, baron Alen, né le 25 septembre 1950 à Assent est un professeur belge flamand.
Il est docteur en droit et professeur ordinaire à la Katholieke Universiteit Leuven (KUL) et extraordinaire à l'UGent (1992-1994), l'Université catholique de Louvain (UCL) (1997-1998) et de nouveau la KUL (depuis 2001)
Il est juge à la Cour constitutionnelle de Belgique depuis le 16 mars 2001, dont il est le président néerlandophone du 9 janvier 2014 jusqu'au 31 janvier 2016 et du 17 février 2018 au 24 septembre 2020.

## Études
- Licencié en droit (Université catholique de Leuven, 1973) ; docteur en droit (Université catholique de Leuven, 1983)

## Carrière
- Assistant (Université catholique de Leuven, 1973‑1977) ; chargé de cours (Provinciaal Hoger Instituut voor Bestuurswetenschappen Antwerpen, 1979‑1986) ; chargé de cours (Université de Gand, 1984-1992 et Université catholique de Leuven, 1986-1992) ; professeur ordinaire (Université catholique de Leuven, 1992‑2001), professeur extraordinaire (Université de Gand, 1992‑1994 ; Université catholique de Louvain, 1997‑1998 et Université catholique de Leuven, depuis 2001)
- Conseiller juridique (1973) ; avocat (1976-1978) ; directeur de l’Association des provinces belges (1982-1986) ; conseiller du ministre de la Justice (1978) ; chargé de mission au cabinet du Premier ministre (1978) ; chef de cabinet adjoint du vice-Premier ministre (1978‑1979) ; chef de cabinet adjoint du Premier ministre (1979‑1981) ; chef de cabinet du ministre des Réformes institutionnelles (1981-1984) ; chef de cabinet (honoraire) du Premier ministre (1984-1987) ; secrétaire (honoraire) du Conseil des ministres (1985-1992) ; assesseur de la section de législation du Conseil d’État (1992-2001)
- Juge ad hoc à la CEDH depuis le 1er juin 2010
- Nommé juge à la Cour constitutionnelle par arrêté royal du 16 mars 2001 et élu président (néerlandophone) du 9 janvier 2014 au 31 janvier 2016 et du 17 février 2018 au 24 septembre 2020[1]

## Distinctions
- Grand cordon de l'ordre de Léopold (2020)[2]
- Grand-croix de l'ordre de Léopold II (2007)[3]
- Grand officier de l'ordre de la Couronne.

Il est élevé au rang de baron par le roi Albert II en 1994 .